# Die Schutzflehenden (Aischylos)
Die Schutzflehenden (altgriechisch Ἱκέτιδες Hiketides, lateinisch Supplices) ist eine klassische griechische Tragödie von Aischylos.

## Handlung

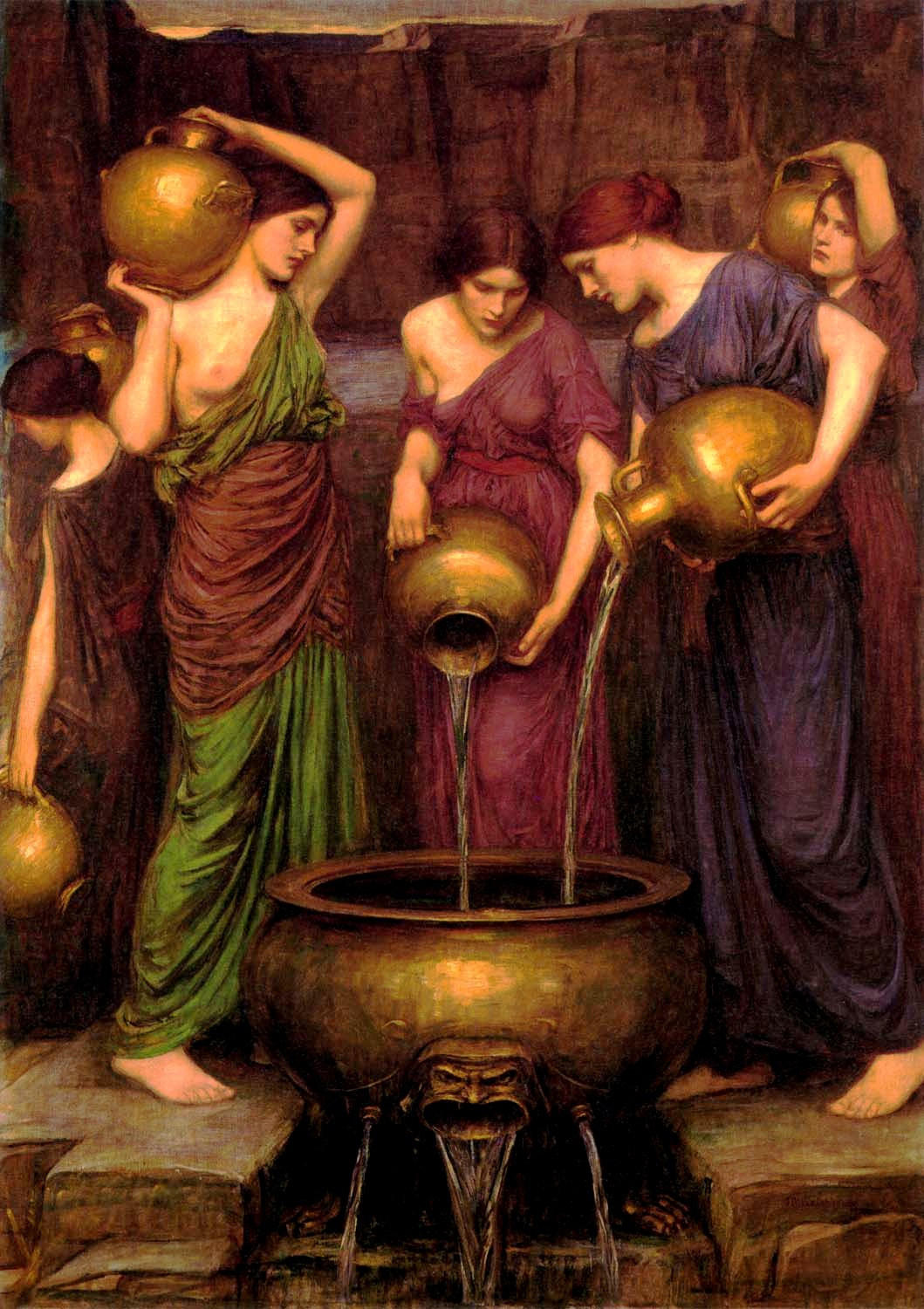
John William Waterhouse: Die Danaiden (1903)

Die fünfzig Töchter des Danaos – Danaiden genannt – fliehen aus Ägypten, da sie dort die Söhne des Aigyptos, ihre eigenen Vettern, heiraten sollen. Warum die Töchter die Heirat ablehnen, bleibt unklar. Verfolgt von den unerwünschten Freiern, gelangen sie nach Argos, der Heimat ihres Geschlechtes, wo sie bei König Pelasgos um Aufnahme und Schutz flehen. Dieser gerät in einen moralisch-politischen Konflikt. Nach seinem Gewissen und aus rechtlichen Gründen muss er den Frauen wegen ihrer argeischen Abstammung Unterschlupf gewähren, politisch riskiert er dadurch einen Krieg mit dem Heimatland der verlassenen Ehemänner.

## Inszenierung
Hiketides beginnt direkt mit dem Einzug des Chores und nicht wie später üblich mit einem Prolog in jambischen Trimetern (der Prolog besteht entweder aus der Rede eines Schauspielers oder einem Dialog zwischen zwei Schauspielern). Mit dem Chor tritt Danaos, der das Kostüm eines Seefahrers trägt, ein. Die fünfzig Mädchen sind in ungewöhnliche Kleidung gehüllt, weiße Gewänder mit Kopftüchern. Die Mädchen sind von dunkler Hautfarbe. Die Chorführerin erklärt das Anliegen der Danaiden, den Schutz im Lande des Danaos. Es beginnt mit einem Aufblick zu Zeus und führt dann zu einem Anrufen aller Götter und der gottgewordenen Vorfahren.

## Bedeutung des Werkes
Das Stück ist das am wenigsten bekannte Werk des Aischylos. Es ist unklar, ob das Stück Teil einer Danaiden-Trilogie oder -Tetralogie ist; ebenso umstritten ist, ob es an erster oder zweiter Stelle aufgeführt wurde. Bemerkenswert ist die ungewöhnliche Position des Chores, der hier nicht nur ein einfacher Begleiter ist, sondern Träger der Handlung. Bedingt durch den Stil des Stückes wird angenommen, dass es das älteste Werk des Aischylos und somit das älteste überlieferte griechische Theaterstück überhaupt ist. Allerdings geht aus einem Papyrosfragment aus Oxyrhynchos hervor, dass an dem Agon, an dem Aischylos mit den Schutzflehenden siegte, auch Sophokles teilnahm. Da Sophokles’ erste Teilnahme für 468 v. Chr. belegt ist und er in diesem Jahr siegte, Aischylos aber 467 v. Chr. den Wettstreit mit Sieben gegen Theben gewann, können die Schutzflehenden frühestens 466 v. Chr. aufgeführt worden sein.

## Varia
Im Jahr 2013 verwendete Elfriede Jelinek Aischylos’ Stück als Grundlage und Ausgangsbasis für ihr Werk Die Schutzbefohlenen, das die menschenunwürdige Unterbringung von Flüchtlingen in Österreich anhand eines Protestlagers in der Wiener Votivkirche im Jahr 2012 thematisiert.

## Ausgaben
- Die Schutzflehenden. In: Aischylos: Die Tragödien und Fragmente. (= Kröners Taschenausgabe, Band 152). Übertragen von Johann Gustav Droysen. Durchgesehen und eingeleitet von Walter Nestle. Alfred Kröner, Stuttgart 1939, S. 115–168.
- Aischylos: Tragödien und Fragmente. Übersetzt und erläutert sowie mit einem Essay Zum Verständnis der Werke von Oscar Werner (Hrsg.). Ernst Heimeran, München 1959.
  - Taschenbuchausgabe: Aischylos: Tragödien und Fragmente. (= Griechische Literatur, Band 7). Rowohlt, Reinbek bei Hamburg 1966.
- Aeschylus: Suppliant women. Ins Englische übersetzt und herausgegeben von Anthony Bowen. Oxbow Books, Oxford 2013, ISBN 978-1-908343-78-9.